# 五十子之戰
五十子之戰（日语：／ Irakonotatakai／Ikagonotatakai）是古河公方足利成氏與關東管領上杉氏一族之間的戰爭。享德之亂中的激戰之一，可指在武藏國五十子（現今埼玉縣本庄市五十子）周邊，從長祿3年（1459年）至文明9年（1477年）期間斷斷續續的合戰。不過因為在文明9年（1477年）的合戰較大規模，所以亦有專指該場戰事的情況。

## 背景
享德3年（1454年），享德之亂爆發，一度被上杉氏逼走的足利成氏，以下總國古河御所為據點並開始反撃，於是在關東地方以利根川為界線，東側是古河公方陣營（下稱「古河軍」），西側是關東管領陣營（下稱「上杉軍」），雙方形成隔河對峙之勢。在北關東，古河軍從下野國方面壓迫上杉氏的據點上野國。在南關東，上杉軍從武藏國方面壓迫古河公方的據點下總國。因此，制壓兩方陣營中間的利根川中流域，對緩和敵陣的軍事壓力有極大幫助。
康正2年（1456年）9月17日，兩軍在武藏國利根川流域的岡部原（現今埼玉縣深谷市（舊岡部町））衝突。在這段時期，雙方在利根川流域建築忍城、深谷城、關宿城等城池。

## 經過

### 太田之戰
長祿3年（1459年），關東管領上杉房顯在五十子築起城砦（五十子陣），並結集持朝、房定、教房、政藤等一族首領，得知此事的足利成氏為了加強向五十子的攻撃而出陣。10月14日，兩軍在附近的（現今埼玉縣熊谷市）交戰，結果，上杉方的上杉教房等戰死。
翌日，房定和政藤得知上野國的岩松家純和岩松持國會支援上杉軍後，率軍渡過利根川，並在羽繼原（現今群馬縣館林市）和海老瀨口（板倉町）攻撃於上野布陣的古河軍，但是再度戰敗。上杉軍受到很大打撃，不過因為古河軍撤退，於是上杉軍仍能佔據五十子。此後，房顯在五十子加強防禦，並開始預備長期戰。
另外，雖然室町幕府預定會向五十子派遣援軍，但是卻引起斯波義敏的內亂（長祿合戰），因此沒能派出援軍。
在這段期間，因為上杉氏的請求，室町幕府將軍足利義政的異母兄政知成為新的鐮倉公方，並前往伊豆國，但是因為部份上杉一族拒絕政知，於是政知留在伊豆堀越，並稱堀越公方。寬正6年（1465年），政知從伊豆出陣（仕於政知的上杉政憲（上杉氏憲的孫兒、上杉教朝的兒子）說服政知，以排斥成氏為進入鐮倉的要素），並為了與關東管領上杉房顯和越後國守護上杉房定、顯定父子合流而向五十子進軍。
此外，幕府命令駿河國守護今川義忠、甲斐國守護武田信昌救援政憲。在援軍到達前，壓倒上杉軍的古河軍再從太田向五十子進軍。文正元年2月12日（1466年），房顯突然在五十子死去，因為房顯沒有兒子，於是顯定以房顯養子的身份繼承關東管領。因此，雙方暫時休戰。

### 五十子之戰
此後，古河軍和上杉軍仍然在五十子對峙，並持續小戰鬥，在關東各地亦開始戰鬥，雙方互有勝負。文明5年（1473年），關東管領家山內上杉家的家宰長尾景信死去；而扇谷上杉家的上杉政真在五十子的攻防戰中，被古河軍殺死。顯定任命長尾忠景成為家宰，而景信的兒子景春因為沒能繼承家宰，對顯定相當憎恨，於是投向成氏方，並舉兵背叛上杉家（長尾景春之亂）。
文明8年（1476年），景春圍困駐留在五十子的山內上杉軍，因為率領堀越公方軍和扇谷上杉軍主力的上杉政憲和太田道灌為了仲裁今川氏的內紛，率兵進入駿河國，所以顯定沒有得到任何支援。翌年1月18日（1477年2月1日），五十子陣被攻陷，顯定逃回上野國。長年沒有被攻陷的五十子陣終於解體。

## 戰後
此後，輔助扇谷上杉家當主上杉定正的太田道灌成功壓制景春的反亂。顯定恐怕扇谷上杉家會擴大勢力，因此希望與成氏講和。此後，山內上杉家和扇谷上杉家對立（長享之亂）。

## 外部連結
- 武家家伝＿山内上杉氏（页面存档备份，存于）
- 武家家伝＿扇谷上杉氏（页面存档备份，存于）